# Reiner Kallhardt
Reiner Kallhardt (auch Rainer Kallhardt, * 20. April 1933 in München) ist ein deutscher Maler der konkreten und konstruktivistischen Kunst und Ausstellungskurator.

## Leben und Werk
Kallhardt studierte ab 1951 an der Kunstakademie München und wurde anschließend Privatschüler bei Fritz Winter. 1956 wechselte er als Meisterschüler nach Kassel an die dortige Akademie. Ab 1959 war er als freier Maler tätig.
1967 wurde Kallhardt Ausstellungsleiter an der Kunsthalle Nürnberg und übernahm 1969 die Leitung des  Instituts für moderne Kunst. Unter anderem arbeitete er an dem Konzept der Ausstellung „konstruktive kunst, elemente und prinzipien“ der 1. Biennale in Nürnberg 1969, der ersten internationalen Ausstellung dieser Kunstrichtung. 1970 wurde es Direktor des Kunstvereins München. 1971 übernahm Kallhardt eine Professur an der Kunsthochschule Kassel.
1998 wurde er, als inzwischen emeritierter Professor des bisherigen Fachbereichs Kunst, zum Gründungsdekan des teilautonomen Fachbereichs der neuen Gesamthochschule Kassel gewählt. 2000 wurde er kommissarisch von Heiner Georgsdorf, schließlich von Karin Stempel abgelöst.
Im gleichen Jahr knüpfte Kallhardt Verbindungen zur Hochschule der Künste Sichuan in Chongqing, um Austauschprojekte der Studenten beider Hochschulen vorzubereiten. An der Hochschule übernahm er im Anschluss einen Lehrauftrag.
Von 2000 bis 2006 hatte Kallhardt ein Atelier in Berlin, seit 2007 wohnt und arbeitet er in Prien am Chiemsee.

## Ausstellungen
- 2014 Spielobjekte – Die Kunst der Möglichkeiten, Museum Tinguely, Basel
- 2013 Anti-image-Poetry, Chengdu Museum of Contemporary Art MoCA, Chengdu, Sichuan (E)
- 1994 Schwarz-weiße Blätter sinnfällig gruppiert,  Städtisches Museum Abteiberg, Mönchengladbach